# Forest Grove
- Nota: Para a comunidade homónima no estado de Montana, consulte o artigo Forest Grove

Forest Grove é uma cidade localizada no estado norte-americano de Oregon, no Condado de Washington.

## Demografia
Segundo o censo norte-americano de 2000, a sua população era de 17.708 habitantes.
Em 2006, foi estimada uma população de 20.111, um aumento de 2403 (13.6%).

## Geografia
De acordo com o United States Census Bureau tem uma área de
12,2 km², dos quais 11,9 km² cobertos por terra e 0,3 km² cobertos por água. Forest Grove localiza-se a aproximadamente 64 m acima do nível do mar.

## Localidades na vizinhança
O diagrama seguinte representa as localidades num raio de 16 km ao redor de Forest Grove.